# Clavella inversa
Clavella inversa är en kräftdjursart. Clavella inversa ingår i släktet Clavella och familjen Lernaeopodidae. Inga underarter finns listade i Catalogue of Life.